# 智慧 (信天翁)
智慧（英语：Wisdom）是一只雌性黑背信天翁，它是已知繁殖年龄最大的野生鸟类，也是已知带环志时间最长的鸟类。

## 经历
1951年，智慧在中途岛国家野生动物保护区孵化。在1956年，智慧5岁时，鸟类学家钱德勒·罗宾斯为它环志，其編號為「Z333」。2014年12月3日，智慧再度回到中途岛繁殖并产下一枚蛋。智慧的伴侣于11月19日抵达环礁，而智慧则于11月22日被研究者观察到。据估计，智慧截止2017年共繁育有30~36只后代，因为信天翁每年会产下一枚蛋。《史密森尼》杂志推测，智慧可能有着不止一个伴侣，因为它的年龄已经远远超过黑背信天翁的平均年龄。根据美国地质调查局的数据，自1956年以来，截止2016年底，智慧已经飞行了约300万英里（482.8万公里）。为了保持对智慧的观察，USGS总共替换过它的环志6次。2018年11月29日，美国鱼类与野生动物管理局与生物学家确认智慧与伴侣阿奇亞卡麥（Akeakamai）已返回筑巢区并产下一枚蛋。2024年3月，智慧被發現在中途島上向其他雄性信天翁跳求偶舞，但由於其長達十多年的伴侶阿奇亞卡麥已經有兩個繁殖季未有現身，被推斷智慧可能已經失去其伴侶。

## 影响
美国鱼类及野生动物管理局表示：“智慧对信天翁群体的贡献非常重要，它诞下的数量众多的后代有助于恢复黑背信天翁种群数量。“
北美鸟类环志计划项目负责人布鲁斯·彼得约恩（Bruce Peterjohn）表示：”智慧是USGS-FWS与加拿大鸟类环志计划（Canadian bird banding program）所观察到的年龄最大的野生鸟类。智慧在60岁之后仍可进行繁殖，这是无言以表的。”
智慧的事迹已经被许多主流媒体报道，包括《卫报》、《国家地理》与《探索频道》。